# 哈尔滨西站
哈尔滨西站位于中华人民共和国黑龙江省哈尔滨市南岗区哈西新区，距道里区和南岗区中心区大约均为5公里，距哈尔滨站8公里，距哈尔滨太平国际机场约为25公里，为中国规划建设“四纵四横”铁路快速客运通道中京哈客运专线上的一座特等站。2009年7月5日哈尔滨西站与哈齐高速铁路同时开工建设，2012年8月29日落成，2012年12月1日正式投入运营。
哈尔滨西站投入使用后，哈尔滨及周边区域的交通时间大幅缩短。京哈客运专线全线贯通后，G字头高速动车组往返于京哈两地时间仅需4小时51分，与Z15/16次列车相比，全程旅行时间缩短近60%。预计到2030年，哈尔滨西站旅客年均发送量将突破3000万人次。

## 历史
- 2009年7月5日：整体工程与哈齐高速铁路同时开工建设[7]。
- 2010年1月15日：主站房开工建设[8]。
- 2012年8月29日：主站房正式落成[9]。
- 2012年12月1日：和哈大客运专线同步投入使用[9]。
- 2014年12月10日：哈尔滨西站普速场正式开通运营，哈西普速场接入京哈线正线。
- 2015年8月17日：哈齐高速铁路开通运营，并开行至齐齐哈尔的动车组列车。
- 2018年10月1日，哈尔滨西站发送旅客8.2万人，创造本站最高纪录[10]。

## 车站结构

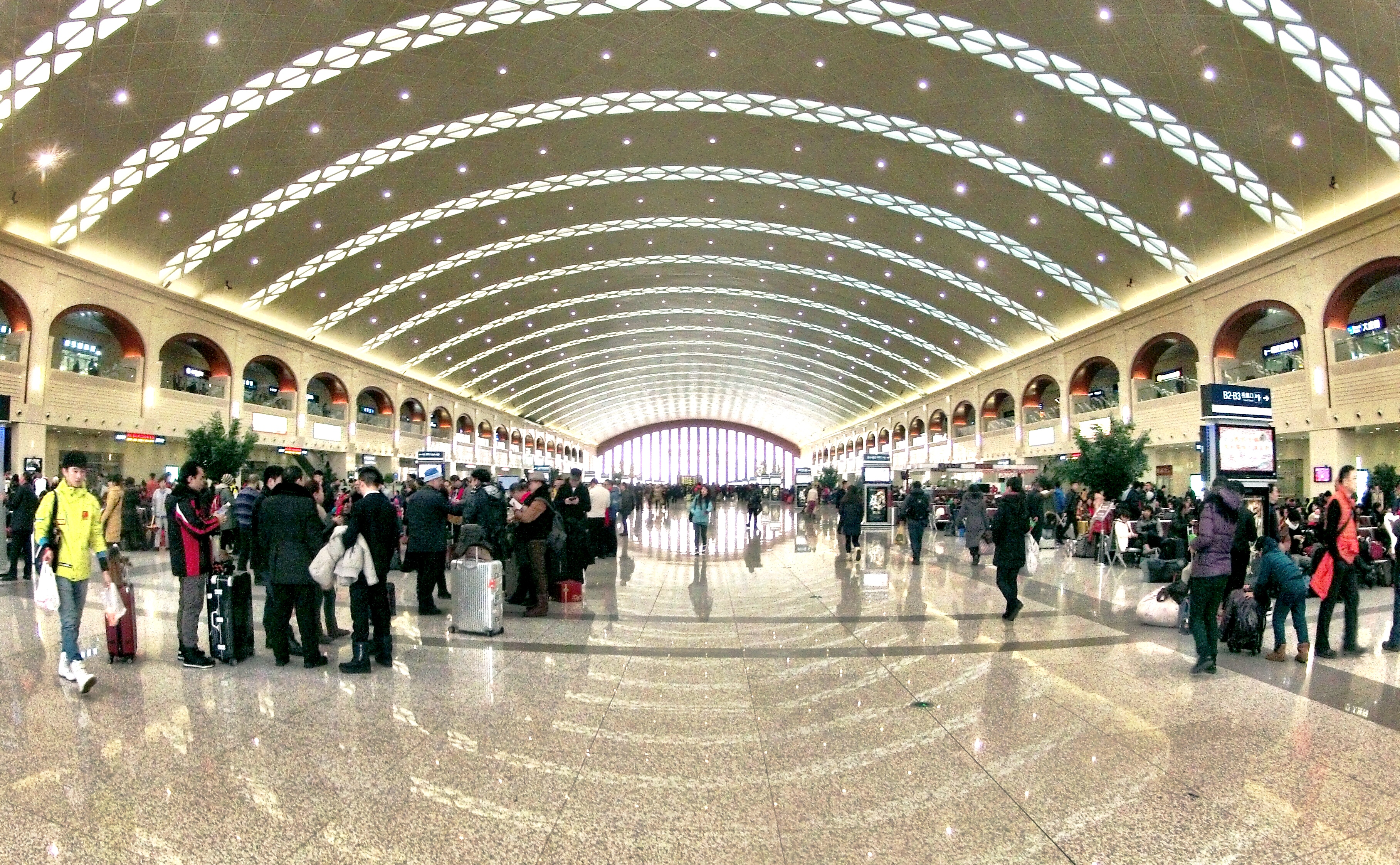
车站候车室

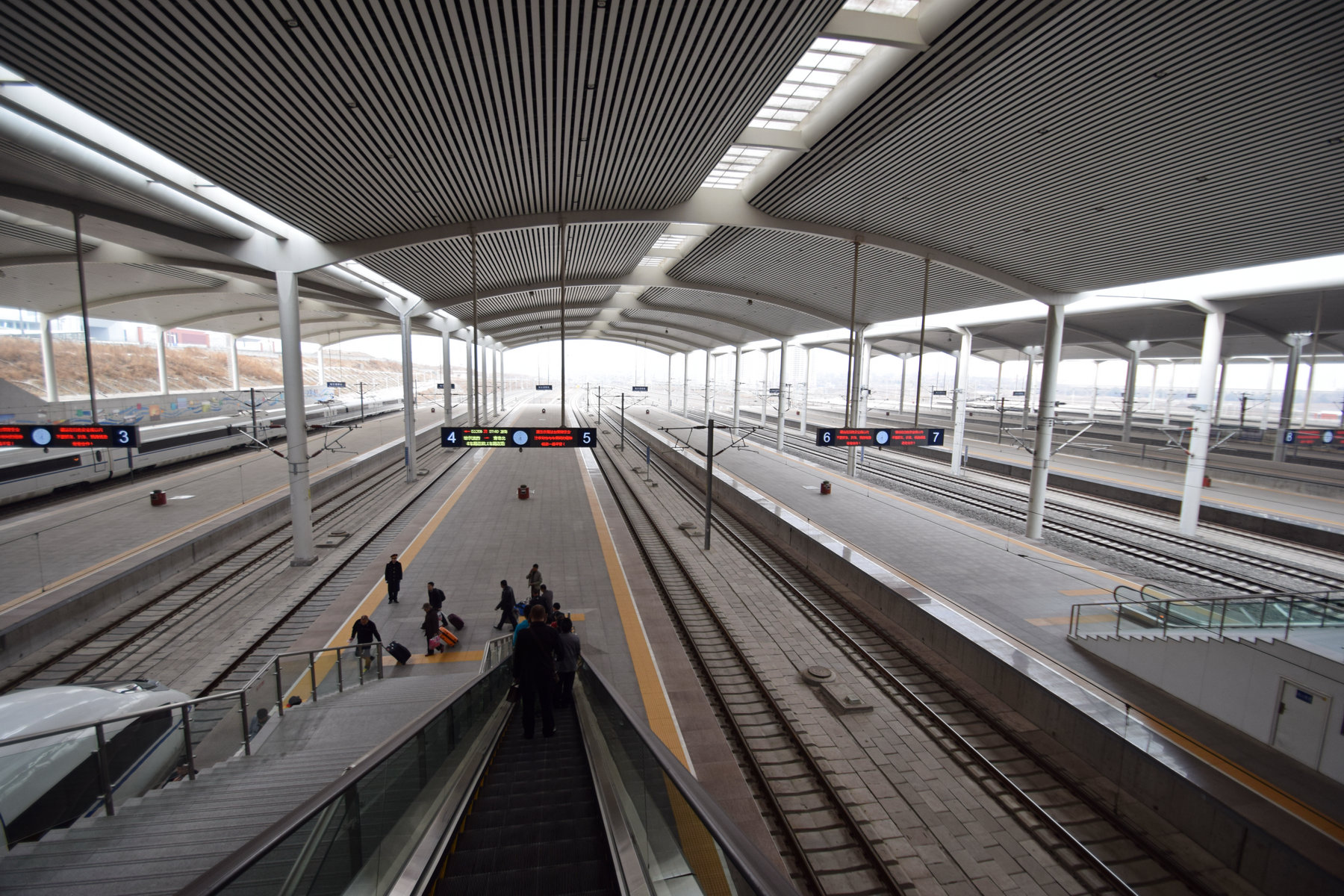
哈尔滨西站

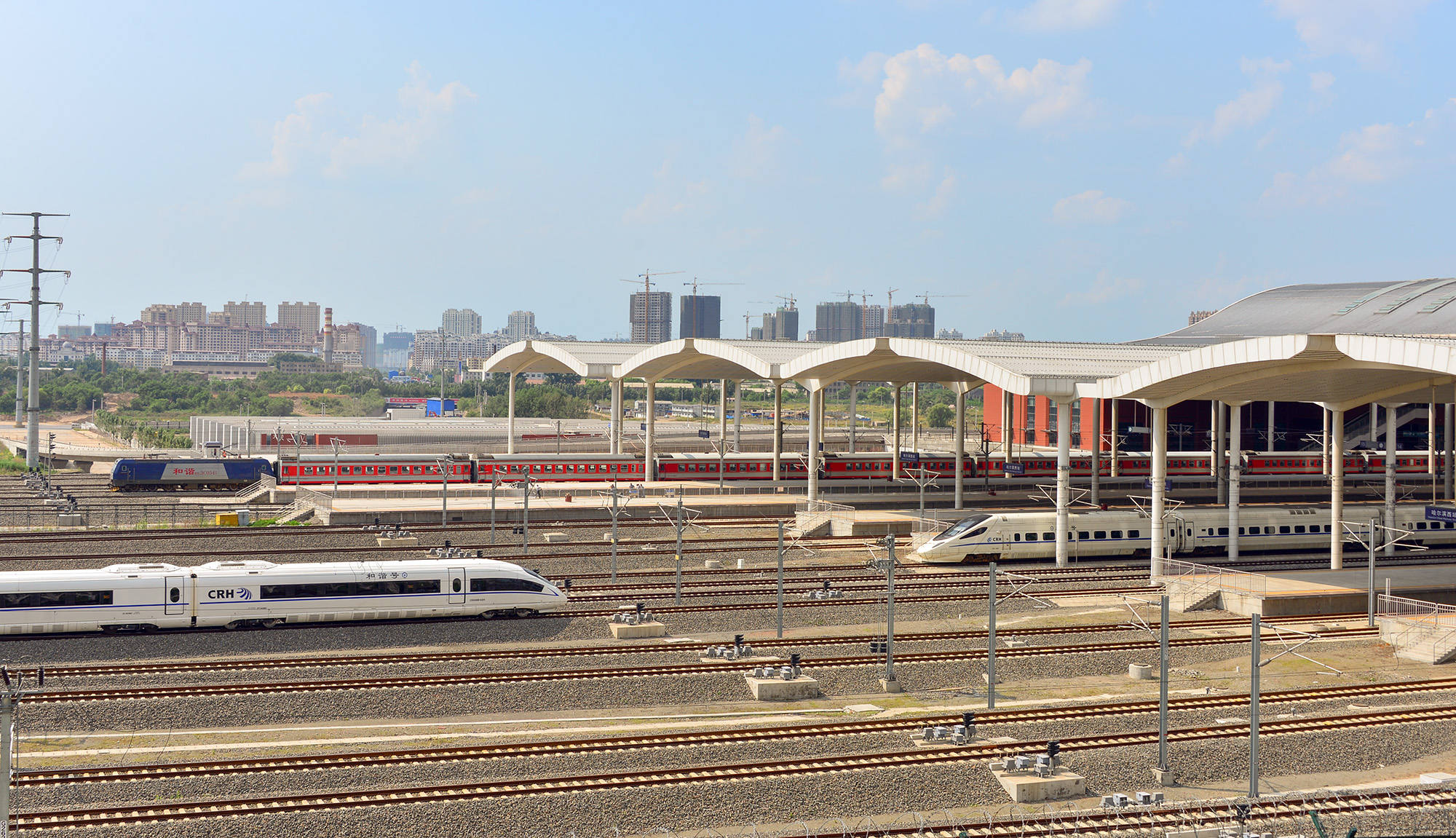
车站站场

### 站房
哈尔滨西站由CRDC中国铁路设计集团有限公司（原铁道第三勘察设计院集团有限公司）与CCDI悉地（北京）国际建筑设计顾问有限公司（原中建（北京）国际设计顾问有限公司）联合体联合设计，中国铁建中铁建设集团承建，主站房工程投资12.39亿元，整体工程投资70.1亿元。车站采用上进下出的旅客流线组织模式，主站房建筑面积69906平方米，无站台柱雨棚面积83068平方米，站台占地面积100000平方米，可同时容纳12000人在站内换乘。车站主体呈“工”字形布置，由东、西站房组成，南北长450米，东西宽309.5米，设有高速、普速两个站场和1个动车所。站房综合楼分上下5层，由18个站台面、22条轨道线（含正线4条）、高架候车室，以及公交枢纽站、地铁车站、出租车站等组成，是集铁路客运专线、城市轨道交通、公共交通等设施于一体的特大型立体综合交通枢纽。
哈尔滨西站的站房设计既有西方线条灵动、视像奇绝的建筑特点，也凸显了哈尔滨特有的地域文化特征。立面的红色和拱形外观设计来源于哈尔滨的圣索菲亚教堂，配以陶色的外墙立面，充分体现了地域的建筑特性，降低人们对寒冷的心理感受，体现对旅客的人文关怀。站房将当地建筑风格与冰雪文化有机结合，流畅的屋面在立面上形成柔顺曲线，使车站具有强烈的灵动感和鲜明的地方特色。高架候车厅室内立面采用暖色系的石材，配以与外立面同色的座位，提供了温暖、明亮的视觉效果，体现哈尔滨的热情好客。站内设有3处售取票区域，分别为第一售票厅、第二售票厅和自动售票厅。

哈尔滨西站设有3个“冰凌花”服务台，是全国青年文明号、全国学雷锋先进示范点，为旅客提供全方位的便民服务。
- 哈尔滨西站到达层
- 车站的冰凌花服务台
- K296次列车通过
- 高速列车进出车站

### 站场
哈尔滨西站站场中心里程为DK924+450，高速铁路线路连接京哈线；普速铁路线路开通与哈尔滨站贯通后，将与京哈线、滨洲线、哈佳线、滨绥线等铁路线路相连，逐渐取代哈尔滨站绝大部分职能。
站线布置图
| 南                                       |          |          |
| 1号站台                                  |          |          |
| 到发线（1道）（以北为高铁场）            |          |          |
| 到发线（2道）                            |          |          |
| 2号站台 3号站台                          |          |          |
| 到发线（3道）                            |          |          |
| 到发线（4道）                            |          |          |
| 4号站台 5号站台                          |          |          |
| 到发线（5道）                            |          |          |
| 到发线（6道）                            |          |          |
| 6号站台 7号站台                          |          |          |
| 到发线（7道）                            |          |          |
| 京哈高速铁路正线往北京朝阳站方向→（8道） |          |          |
| ←京哈高速铁路正线往哈尔滨站方向（9道）   |          |          |
| 到发线（10道）                           |          |          |
| 8号站台 9号站台                          |          |          |
| 到发线（11道）                           |          |          |
| 到发线（12道）                           |          |          |
| 10号站台 11号站台                        |          |          |
| 到发线（13道）                           |          |          |
| 到发线（14道）（以南为高铁场）           |          |          |
| 12号站台 13号站台                        |          |          |
| 到发线（15道）（以北为普通场）           |          |          |
| 到发线（16道）                           |          |          |
| 14号站台 15号站台                        |          |          |
| 到发线（17道）                           |          |          |
| 京哈铁路正线往北京站方向→（18道）        |          |          |
| ←京哈铁路正线往哈尔滨站方向（19道）      |          |          |
| 到发线（20道）                           |          |          |
| 16号站台 17号站台                        |          |          |
| 到发线（21道）                           |          |          |
| 到发线（22道）（以南为普通场）           |          |          |
| 北                                       | 18号站台 | 18号站台 |

### 旅客列车目的地
| 目的地地区 | 列车终到目的地 |
| ---------- | --- |
| 东北地区   | 哈尔滨站、大庆西站、齐齐哈尔站、齐齐哈尔南站、双鸭山西站、七台河西站、绥芬河站、牡丹江站、佳木斯站、鸡西西站、长春站、吉林站、盘锦站、延吉西站、长白山站、沈阳站、沈阳北站、丹东站、加格达奇站、大连北站、满洲里站、通辽站 |
| 华北地区   | 北京站、北京朝阳站、天津西站、石家庄站、运城北站、包头站 |
| 中南地区   | 武汉站、长沙站、郑州东站、襄阳东站、广州站、海口站 |
| 华东地区   | 青岛北站、菏泽东站、上海站、上海虹桥站、南京南站、泰州站、杭州站、南京站、南通站、厦门北站 |
| 西南地区   | 重庆北站、成都西站 |

## 交通

### 公共汽车
途径哈西客站东广场公交首末站线路：
- 11路：哈西客站东广场–哈站(沪士大厦)
- 31路：哈西客站东广场–和平小区
- 57路：香坊人民医院–民生尚都(经：哈西客站东广场站)
- 82路区间：阳光家园-发电厂(经：哈西客站东广场站)
- 96路：哈西客站东广场–哈站南广场（海关街）
- 96路区间：哈西客站东广场 - 东方新天地公交首末站
- 120路：哈西客站东广场–绿荫小区
- 124路：哈西客站东广场–雨阳公园公交首末站
- 130路：哈西客站东广场-南极街
- 379路：哈西客站东广场–永泰城
- 602路：哈西客站东广场–阿城北新路客运站
- 602路区间：哈西客站东广场–哈慈集团
- S4路：哈尔滨西站东广场-哈东站
- S11路：哈尔滨西站东广场-杉杉奥特莱斯

途径哈西客站西广场（又称作：哈西客站北广场）公交首末站线路：
- 33路：哈西客站西广场-哈东站
- 37路：哈西客站西广场公交首末站南直小区
- 45路：群力家园公交首末站-哈站北广场公交首末站(经：哈西客站西广场站)
- 129路：哈西客站西广场公交首末站-湖畔绿色家园
- 140路：国际汽车城-国际汽车城(经：哈西客站西广场站)

途径哈尔滨西站附近的公交车，乘坐以下车次去往哈西客站的乘客请在【 】站下车
- 51路：和谐大道(哈尔滨大街路口)-哈东站 【哈西站（北兴街）】
- 99路：顾新街(乡政街路口)-省电力医院 【哈尔滨大街（哈西站）】
- 217路：乡里街-西柞村 【哈尔滨大街（哈西站）】
- 220路：哈尔滨音乐厅-南城首府 【哈尔滨大街（哈西站）】
- 364路：鸿朗花园-北柞村 【哈尔滨大街（哈西站）】

### 地铁
- 哈尔滨地铁3号线 1期工程（哈西联络线）：地铁哈尔滨西站已经于2017年1月26日投入使用。哈尔滨西站东广场换乘集散大厅可乘坐哈尔滨地铁3号线。